# 정병호
정병호(1963년 9월 9일 ~ )는 대한민국의 배우이다.

## 출연 작품

### 영화
- 《재심》 (2017년) - 오프닝 판사 역
- 《울보》 (2016년) - 이섭아버지 역
- 《파괴된 사나이》 (2010년) - 병원 원무과장 역
- 《스카우트》 (2007년) - 후원회장 역
- 《나비에 관한 은유》 (2006년) - 두현 역
- 《길》 (2004년) - 약장수 역
- 《절대사랑》 (1994년) - 동료 1 역

### 드라마
- 《태풍의 신부》 (KBS2, 2022~2023년) - 차 회장 역
- 《저스티스》 (KBS1, 2019년)
- 《여름아 부탁해》 (KBS1, 2019년) - 선경 부 역
- 《동네변호사 조들호 2: 죄와 벌》 (KBS2, 2019년)
- 《해피시스터즈》 (SBS, 2018년) - 노정건 회장 역
- 《스위치 - 세상을 바꿔라》 (SBS, 2018년)
- 《라이브》 (tvN, 2018년)
- 《언터처블》 (JTBC, 2017년) - 북천일보 임 사장 역
- 《밥상 차리는 남자》 (MBC, 2017년) - 아저씨 역
- 《마녀의 법정》 (KBS2, 2017년) - 징계위원회 위원 역
- 《조작》 (SBS, 2017년) - 판사 역
- 《맨홀 - 이상한 나라의 필》 (KBS2, 2017년)
- 《꽃 피어라 달순아!》 (KBS2, 2017년)
- 《달콤한 원수》 (SBS, 2017년)
- 《언니는 살아있다》 (SBS, 2017년)
- 《맨투맨》 (JTBC, 2017년)
- 《별별 며느리》 (MBC, 2017년)
- 《시카고 타자기》 (tvN, 2017년) - 양호필 역
- 《미세스 캅 2》 (SBS, 2016년)
- 《월계수 양복점 신사들》 (KBS2, 2016년)
- 《장사의 신 - 객주 2015》 (KBS2, 2015년)
- 《복면검사》 (KBS2, 2015년)
- 《펀치》 (SBS, 2014년)
- 《달려라 장미》 (SBS, 2014년~2015년) - LS사장 이 대표 역
- 《미녀의 탄생》 (SBS, 2014년~2015년) - 의사 역
- 《전설의 마녀》 (MBC, 2014년~2015년) - 조문객 역
- 《사랑만 할래》 (SBS, 2014년) - 부원장 역
- 《왔다! 장보리》 (MBC, 2014년) - 패션그룹 '형지'의 이사 역
- 《기황후》 (MBC, 2013년) - 주국청 역
- 《비밀》 (KBS2, 2013년) - 교도소장 역
- 《투윅스》 (MBC, 2013년) - 지검장 역
- 《열애》 (SBS, 2013년)
- 《백년의 유산》 (MBC, 2013년) - 의사 역
- 《구암 허준》(MBC, 2013년)
- 《마의》 (MBC, 2012년~2013년)
- 《제3병원》 (tvN, 2012년) - 병원 투자자 역
- 《유령》 (SBS, 2012년) - 경찰대 교수 역
- 《빛과 그림자》 (MBC, 2012년)
- 《무신》(MBC, 2012년)
- 《부탁해요 캡틴》 (SBS, 2012년) - 윙스에어 임원 역
- 《심야병원》 (MBC, 2011년) - 은행 지점장 역
- 《보스를 지켜라》 (SBS, 2011년) - 의사 역
- 《애정만만세》 (MBC, 2011년)
- 《광개토태왕》 (KBS1, 2011년) - 유정 역
- 《시티헌터》 (SBS, 2011년) - 부장검사 역
- 《하이킥! 짧은 다리의 역습》 (MBC, 2011년) - 방송인 역
- 《내사랑 내곁에》 (SBS, 2011년) - 박 이사 역
- 《최고의 사랑》 (MBC, 2011년) - 약재상 사장 역
- 《내 마음이 들리니》 (MBC, 2011년) - 의사 역
- 《반짝반짝 빛나는》 (MBC, 2011년) - 의사 역
- 《신기생뎐》 (SBS, 2011년) - 아수라가 수영장에서 만난 남자 역
- 《마이더스》 (SBS, 2011년)
- 《자이언트》 (SBS, 2010년)
- 《웃어요, 엄마》 (SBS, 2010년) - 제일신문사의 부장 역
- 《나쁜 남자》 (SBS, 2010년) - 호텔 관계자 역
- 《황금 물고기》 (MBC,  2010년)
- 《검사 프린세스》 (SBS, 2010년) - 민 이사 역
- 《동이》 (MBC, 2010년)
- 《산부인과》 (SBS, 2010년) - 산부인과 의사 역
- 《선덕여왕》 (MBC, 2009년)
- 《카인과 아벨》 (SBS, 2009년)
- 《하얀 거짓말》 (MBC, 2008년)
- 《종합병원 2》 (MBC, 2008년) - 내과스텝 역
- 《바람의 화원》 (SBS, 2008년)
- 《대왕세종》 (KBS2, 2008년)
- 《일지매》 (SBS, 2008년) - 이명의 종복 역
- 《이산》 (MBC, 2008년)
- 《왕과 나》(SBS, 2007년) - 대전내관 역
- 《며느리와 며느님》 (SBS, 2008년)
- 《거침없이 하이킥!》 (MBC, 2006년)
- 《서동요》 (SBS, 2005년)
- 《부활》 (KBS2, 2005년) - 신부 역
- 《제5공화국》 (MBC, 2006년) - 양정모의 비서 역
- 《불멸의 이순신》 (KBS1, 2005년)
- 《영웅시대》 (MBC, 2004년)